# Волков, Александр Павлович (Герой Советского Союза)
Александр Павлович Волков (17 июля 1922, Малые Соли, Костромская губерния — 23 февраля 1979, Ленинград) — Герой Советского Союза, командир взвода автоматчиков 26-й гвардейской танковой бригады (2-й гвардейский танковый корпус, 11-я гвардейская армия, 3-й Белорусский фронт), гвардии лейтенант.

## Биография

Родился 17 июля 1922 года в селе Малые Соли (ныне Некрасовский район, Ярославская область) в семье крестьянина. Русский. Окончив семь классов, стал работать в колхозе, затем на ткацкой фабрике в городе Иваново.
В 1941 году был призван в Красную Армию. Участник Великой Отечественной войны. Особо отличился в боях за освобождение Белоруссии летом 1944 года.
26 июня 1944 года взвод автоматчиков лейтенанта Волкова во взаимодействии с танковым взводом овладел разъездом Погост (Оршанский район, Витебская область). В ходе боя было уничтожено 55 гитлеровцев и среди них три офицера и комендант станции, захвачено 2 эшелона с боеприпасами и продовольствием и эшелон с гражданским населением, угоняемым в Германию. Автоматчики вооружили освобождённых советских граждан и в течение 8 часов удерживали разъезд до подхода основных сил, отбив за это время шесть яростных атак.
На другой день, 27 июня, в ходе наступления у села Круглое (ныне город в Могилёвской области) автоматчики, действуя десантом на танках, перерезали шоссейную дорогу, по которой двигалась колонна немецких машин с военными грузами. В этой схватке погиб командир роты, и командование принял на себя Волков. Он умело организовал наступление на гитлеровцев и ротой уничтожил более 130 солдат и офицеров, захватив триста машин и 400 пленных. В этом бою Волков лично уничтожил несколько гитлеровцев.
30 июня взвод Волкова по подожжённому гитлеровцами мосту успел переправиться на правый берег реки Березина. Закрепившись на плацдарме, автоматчики сдерживали натиск превосходящих сил противника до поздней ночи, пока не подошли основные силы. С захватом плацдарма были созданы благоприятные условия для дальнейшего наступления на Минском и Вильнюсском направлениях.
Указом Президиума Верховного Совета СССР от 24 марта 1945 года за образцовое выполнение заданий командования и проявленные мужество и героизм в боях с немецко-фашистскими захватчиками гвардии лейтенанту Волкову Александру Павловичу присвоено звание Героя Советского Союза с вручением ордена Ленина и медали «Золотая Звезда» (№ 5941).
Отважный офицер с боями дошёл до Победы. В 1945 году вступил в ВКП(б). После войны продолжил службу в армии. В 1966 году подполковник Волков уволен в запас. Жил и работал в Ленинграде. Умер 23 февраля 1979 года.
Награждён орденами Ленина, Красной Звезды, медалями.